# زمین‌لرزه ۱۹۳۳ دیشی
زمین‌لرزه دیشی  در تاریخ ۲۵ اوت ۱۹۳۳ میلادی، برابر با ‎۳ شهریور ۱۳۱۲، ساعت ۷:۵۰:۳۲ به زمان یوتی‌سی در چین ، منطقه دیشی رخ داد. ژرفای این زلزله ۲۵ کیلومتر بود. بزرگی آن ۷٫۳ در مقیاس Mw اعلام شده‌است. زمین‌لرزه به وقت محلی در روز جمعه، ساعت ۱۵ روی داده و منطقه زمانی آن یوتی‌سی +۸ بوده‌است .
سازمان زمین‌شناسی آمریکا نیز جای این زمین‌لرزه را در مختصات ۳۱°۵۴′شمالی ۱۰۳°۲۴′شرقی / ۳۱٫۹°شمالی ۱۰۳٫۴°شرقی و بزرگی آنرا برابر با ۷٫۵ در مقیاس ریشتر اعلام کرده‌است. 
شمار کشتگان زلزله حدود ۶۸۶۵ نفر بوده‌است.تعداد زخمیان ۱۹۲۵ نفر برآورده شده‌است.